# Paul Jaccard
Paul Jaccard (18 tháng 11 năm 1868 tại Sainte-Croix - 9 tháng 5 năm 1944 tại Zurich) là một giáo sư thực vật học và sinh lý học thực vật tại ETH Zurich. Ông theo học Đại học Lausanne và ETH Zurich (tốt nghiệp thạc sĩ năm 1894). Sau đó, ông tiếp tục học Paris với Gaston Bonnier.
Ông đã phát triển chỉ số Jaccard về tính tương đồng (ông gọi nó là coefficient de communauté) và xuất bản công trình của mình vào năm 1901.
Ông cũng giới thiệu cách sử dụng tỉ lệ loài đến giống (ông gọi nó làhệ số di truyền) trong sinh địa học. Trong thập niên 1920, Paul Jaccard vướng vào việc tranh cãi với nhà thực vật học và địa lý thực vật học Phần Lan Alvar Palmgren về sự giải thích tỉ lệ loài đến giống, khi mà có sự khác biệt giữa các chứng cứ về sự loại trừ cạnh tranh (được giữ bởi Jaccard) và các mẫu vật ngẫu nhiên (được giữ bởi Palmgren).